# 天花 (建築構件)
天花是中國傳統建築中分割樑與屋頂的網格狀木製結構，可防止樑木掛灰落土，起到保暖隔熱的作用。分為硬天花、軟天花，硬天花又稱井口天花，以木條搭建方格，格上覆蓋木板，稱天花板，常繪龍鳳、花卉等圖案，軟天花又稱海漫天花，以木格蓖為骨架，糊上麻布和紙，上繪彩畫或裹以編織物。